# Śakti

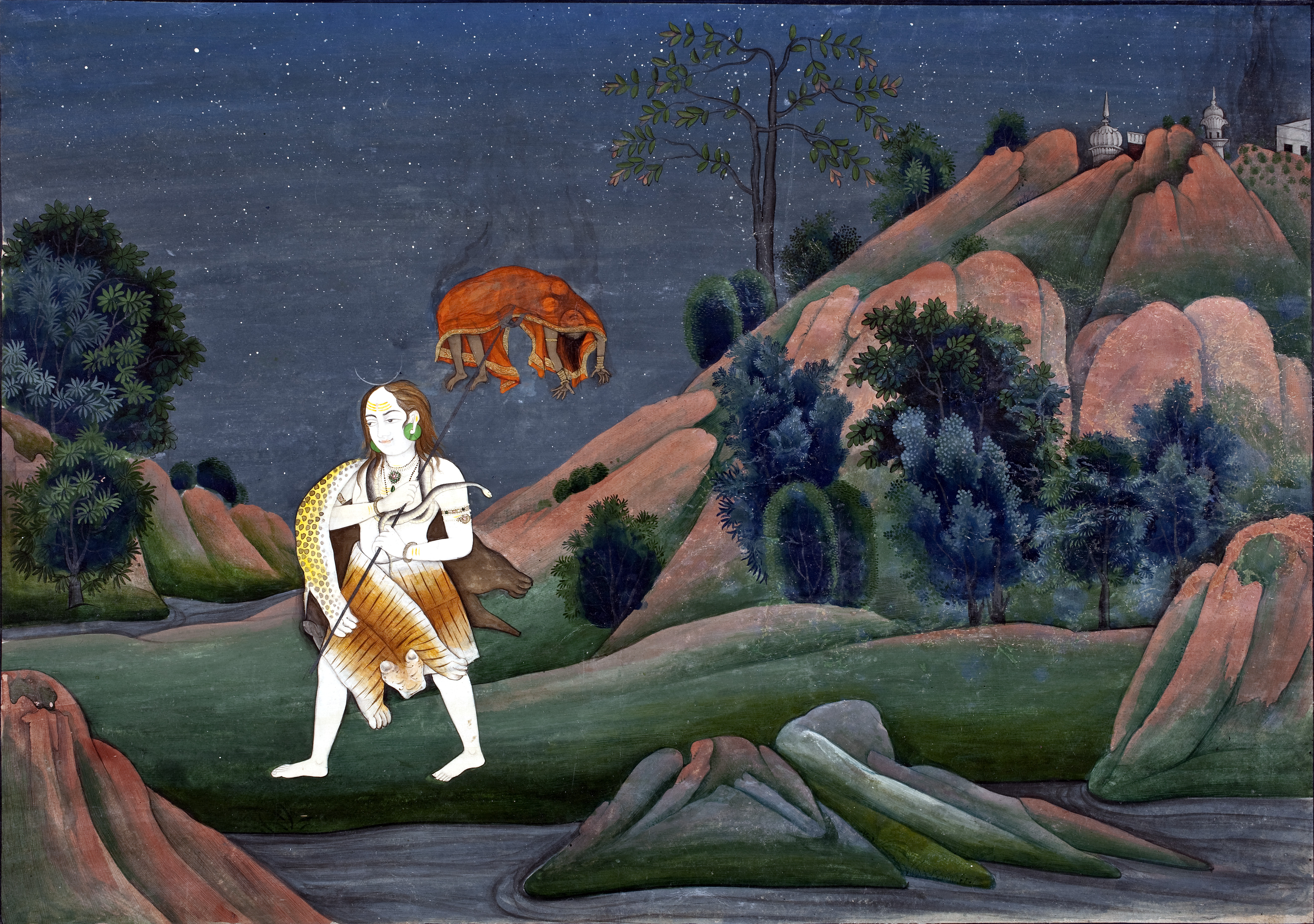
Śiwa niosący zwłoki żony na triśuli, zanim podzielone na 52 części nie zapoczątkowały powstanie centrów kultu śaktyjskiego

Śakti (dewanagari शक्टि, ang. Shakti) – małżonka Śiwy; rodzaj siły, energii, pierwiastek żeński. 

## Etymologia
- Sanskryckie słowo śakti wywodzone jest od rdzenia śak, odpowiadającym znaczeniu potęga, siła, bycie zdolnym do czegoś, uzdolnienie[1]. Rdzeń ten występuje już w Rygwedzie w znaczeniach bycie potężnym lub silnym i posiadanie zdolności. W późniejszych tekstach spotyka się słowo śakti na określenie żeńskiego narządu rozrodczego[2]. W „Jogasutrach” wyraz występuje (w złożeniach) jedynie czterokrotnie: 2.6, 2.23, 3.21, 4.34.

- Słowo „śakti” używane jest potocznie w znaczeniu natchnienia, inspiracji, charyzmy, intensywnej aktywności, witalności.

## Aspekt
- Śakti jako bogini jest spersonifikowaną żeńską połówką Boga. W innym ujęciu jest dynamicznym aspektem Absolutu[3].

## Bogini
W kulturze religijnej Indii, boska para Śiwa i Śakti stanowią zasady nierozłączne i wzajemnie się równoważące, stanowiąc całość.
Natomiast śakti w formie bóstwa żeńskiego, bywa postrzegana jako bogini, która szczególnie miałaby przejawiać tę zasadę: Parwati, Durga, Kali i Uma.
Ogólnie o formie bogini religia hinduistyczna w danym jej nurcie, może wyrażać się bardzo ciepło jako o Boskiej Matce czy Mateczce, odpowiednio: Ma, Amma, Amba czy Ambika. Czczone są kobiety w roli Guru – nauczycielek i przewodniczek życia duchowego uznawane za emanacje czy wcielenia różnych form bogini, których szerzej można naliczyć ogromnie dużo.
Najważniejsze dzieła kanoniczne śaktyzmu tyczące się kultu bogini to:
- Dewibhagawatapurana
- Kaula-Dźńana-Nirmaja
- Laghu-Joga-Waszisztha
- Siddhasiddhanta-Paddhati

Mandala żeńskich form (ucieleśnień) Śakti, jako małżonki boga Śiwy obejmuje dziesięć postaci wymienianych w Śiwapuranach: Mahā-Kālī, Tārā, Śiwā (r.ż ma długie „a” na końcu), Śzodaśī, Bhairawī, Ćinnamastā, Dhūmāwatī, Bhagalāmukhī, Mātangī, Kamalā. Oprócz tych form istnieje jeszcze kilka innych jak już wspomniane cztery główne czy pierwsza dama w postaci Satī.
Typowe modlitwy – mantry do bogini Śakti to:
- Om Śaktyai Namah! – Boskiej Potędze Chwała!
- Om Parwatyai Namah! – Boskiej Dobrotliwości Chwała!
- Om Mahā-Kālyai Namah! – Bogini Wielkiego Czasu i Śmierci Chwała!

Forma Śakti jest Śri Lalita Dewi, uznawana za najwyższą formę osobową małżonki Śiwy Kameśwary.

## Energia
Wyróżnia się wiele rodzajów Śakti jako mocy czy energii twórczej, z których trzy najbardziej podstawowe to:
- Krija-Śakti, czyli żeńska moc działania, siła aktywnego życia
- Iććha-Śakti, czyli siła czy moc woli, siła postanowienia, dotrzymywanie zobowiązań
- Dźńana-Śakti, czyli moc mądrości, potęga zrozumienia i wiedzy

Śakti w odniesieniu do mistycznej energii Kundalini zwana jest Kundalini Śakti, szczególnie w tekstach tantrycznych. Tantra to odmiana religii i duchowości indyjskiej, w której kult bogini Śakti jest najsilniejszy. Jedno z imion tej dewi brzmi Bhudźangi (czyli wąż), ponieważ w najniższej ćakrze (muladharze) leży ona „skręcona wokół lingi”. „Skręcona” oznacza „w spoczynku”. Mistyczna moc kundalini, w ciele istnieje tutaj w spoczynku, a pobudzona jest odczuwana jako intensywne gorąco.